# Engelse kerk (Oostende)

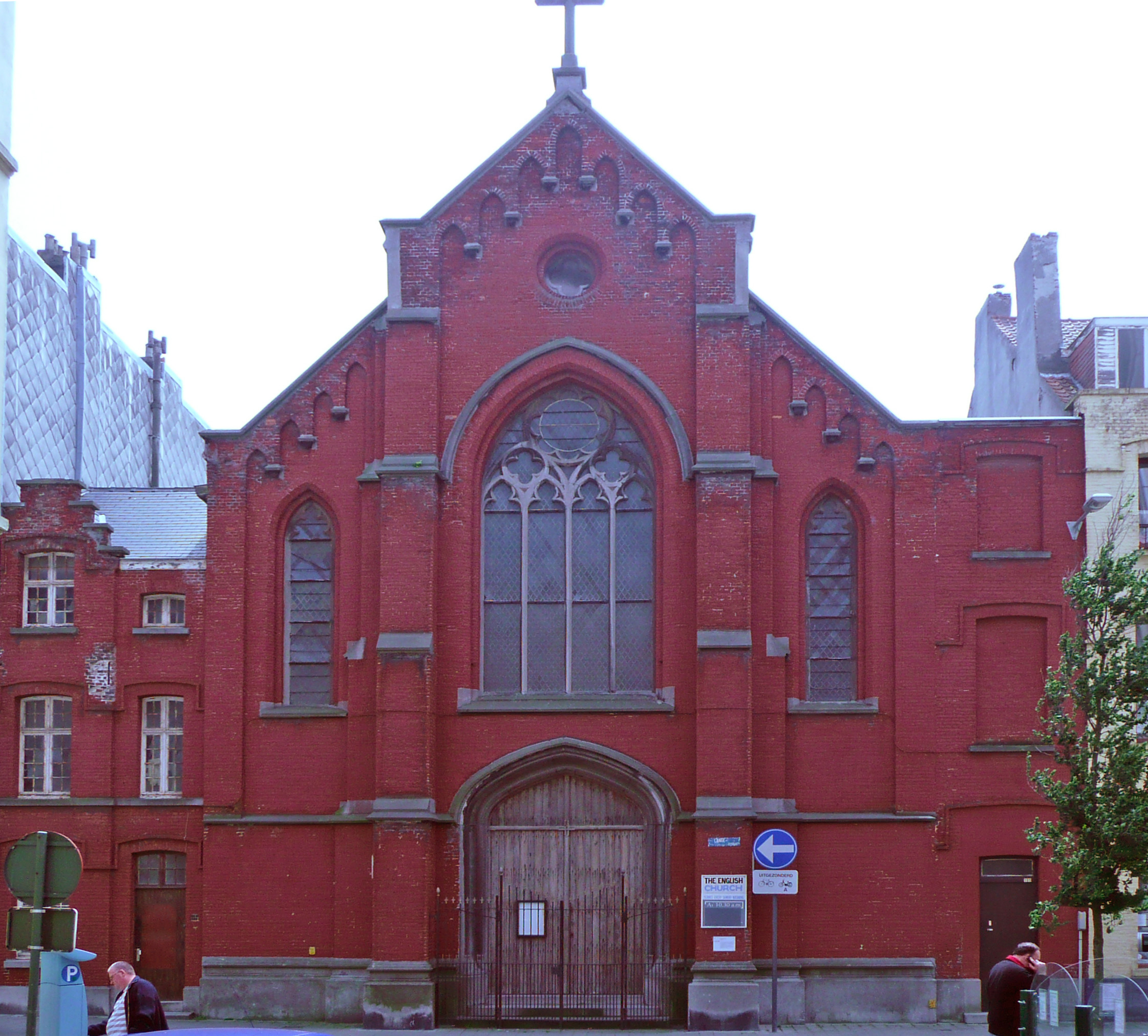
De Engelse kerk

De Engelse kerk (English Church) ligt in de Langestraat in Oostende. De aanwezigheid in de havenstad van een Engelse, protestantse bevolking vanaf de 16e eeuw ligt aan de oorsprong van het ontstaan van deze kerk. De kerk is niet opgedragen aan een heilige of een symbool en maakt deel uit van de Anglican Communion die vooral in het Britse Gemenebest en in de Verenigde Staten aanhang telt. Officieel heet ze The English Church.

## Geschiedenis van de anglicanen in Oostende

### Protestanten
Al in de eerste helft van de 16e eeuw wordt in Oostende gewag gemaakt van protestantse aanwezigheid, vooral van calvinisten en wederdopers. Het Spaanse optreden, gaande van verbanning tot terechtstelling, heeft als gevolg dat het protestantisme in Oostende tot de Pacificatie van Gent in 1576 zaak van een kleine, maar bedrijvige en geëngageerde minderheid blijft. Vanaf dat jaar wordt Oostende een protestants, hoofdzakelijk calvinistisch bastion. De protestantse kerk wordt de enige officiële en het bestuur van de stad en het opperbevel komen vanaf 1587 in Engelse handen. Dit omdat de stad door de opstandige Nederlanden in ruil voor hulp tegen Spanje aan de Engelse kroon in onderpand wordt gegeven. Tijdens het beleg van Oostende (1601-1604) wordt de stad tegen Spaanse en andere troepen verdedigd door vrijwilligers en soldaten onder Engels bevel.

### Anglicanen
Na het einde van het beleg wordt Oostende onder de Spanjaarden en aanvankelijk ook onder de Oostenrijkers een door en door katholieke stad. Hoogstwaarschijnlijk beleven de vele Engelse handelaren en zeelui die tijdelijk in Oostende verblijven, clandestien het anglicaanse geloof. In 1781 vaardigt keizer Jozef II de Edicten van Tolerantie uit die onder meer aan de anglicaanse gemeenschap in Oostende het recht gaf, onder voorwaarden, een kerk te bouwen en er onder leiding van een kapelaan erediensten te houden. Ondanks de toestemming van de overheid en de aanwezigheid van een actieve anglicaanse gemeenschap wordt geen kerk gebouwd.

### Kapel van de Witte Nonnen
Na de nederlaag van Napoleon kan de opnieuw gegroeide Engelse gemeenschap in Oostende weerom aan een stevig georganiseerde kerkgemeenschap met een volwaardig gebedshuis denken. In dat streven vinden ze steun bij de aanzienlijke groep Noord-Nederlanders die zich in Oostende vestigden. Hun gebedshuis wordt de kapel van het klooster van de Zusters van Onbevlekte Ontvangenis, de ‘Witte Nonnen’. Deze kapel lag op de hoek van de Hendrik Serruyslaan en de Wittenonnenstraat, waar nu het postgebouw van Eysselinck staat.

### Nieuw elan na de onafhankelijkheid
Pas in 1836, zes jaar na de Belgische onafhankelijkheid, worden opnieuw anglicaanse kerkdiensten o.l.v. een nieuwe Engelse kapelaan gehouden. Een nieuwe, actieve gemeenschap ontstaat. Wanneer in de 20e eeuw het toerisme zich in Groot-Brittannië ontwikkelt, wordt de band met Oostende, de eerste stad van het continent, stevig aangehaald. In deze expansieve periode worden plannen gesmeed om een nieuwe kerk te bouwen voor de anglicaanse gemeenschap van ingezetenen en toeristen.

### Interesse vanwege het koningshuis
Wanneer men beslist om een nieuw postgebouw te bouwen op de plaats van de kapel van de Witte Nonnen, waar de anglicaanse diensten worden gehouden, zal de overheid door Leopold I, die zelf luthers protestant was, verplicht worden een nieuwe kerk te bouwen voor de Britse kolonie. De omgeving van het oude slachthuis in de Langestraat, toen nog palend aan de stadswallen, wordt geschikt bevonden en een nieuwe kerk wordt gebouwd naar plannen van de bekende architect Felix Laureys, die in Oostende nog enkele - nu verdwenen - gebouwen heeft getekend.
De kerk wordt gebouwd in 1863 en 1864. Laureys kiest voor de toen populaire neogotische stijl. Naast de kerk bevindt zich het huis van de kerkbewaarder. De kerk werd in 1865 ingewijd.
In 1881 wordt de kerk bediend door de 51-jarige dominee Henry William Overstreet-Fletcher. Hij verblijft wel in Oostende maar zijn wettig domicilie is Monkstown bij Dublin in Ierland.
Het prestige van de kerk blijkt uit de deelname aan de vieringen door hooggeplaatsten. Onder meer de Belgische koning Leopold I, de Duitse keizers Wilhelm I en Wilhelm II en de Britse koningin Victoria en verschillende andere leden van het Britse koninklijke huis volgden in het Engelse kerkje de erediensten.

### Wereldoorlogen
Gedurende de Eerste Wereldoorlog wordt de kerk door de Duitse bezetter gebruikt als slaapplaats voor soldaten, maar ook om er erediensten te houden. Verschillende begrafenissen, o.a. van een generaal vinden er plaats. Gedurende het interbellum ontwikkelt de Engelse kerk zich opnieuw tot het centrum van een levendige, Anglo-centrische gemeenschap. Vieringen voor de Britse koninklijke familie en bezoeken van anglicaanse hoogwaardigheidsbekleders volgen elkaar op.
Na de capitulatie in mei 1940 en tijdens de Tweede Wereldoorlog worden de kostbaarheden van de kerk voor de Duitse bezetter verborgen in een put, gegraven in de kerk door John Cornillie, huisbewaarder van de kerk.

### Jongste tijd
Na de Tweede Wereldoorlog gaat het gestadig achteruit met de anglicaanse gemeenschap in Oostende.
In de kerk vinden nog steeds de gewone erediensten en de typische Britse herdenkingsdiensten plaats. Toch heeft Oostende niet langer een eigen kapelaan; de residentieplaats is nu Brugge.
De kerk staat open voor protestanten van alle denominaties, maar Engels is de voertaal en de kerk blijft een ontegensprekelijk Brits karakter hebben.
In de nacht van 23 op 24 oktober 1983 stort het plafond van de kerk in. De tonnen kalk die naar beneden komen, brengen veel schade aan. Onder andere een deel van de zitbanken en de preekstoel delen in de ravage.
In 1993 werd het aantal praktiserende gelovigen in Oostende op zo’n dertig personen geschat.

## Beschrijving van het kerkgebouw

### Neogotiek
Architecturaal behoort deze kerk tot de grote neogotische stijlrichting uit de tweede helft van de 19de eeuw. De façade van de kerk is in rode baksteen, met een groot gotisch venster boven het portaal. Deze voorgevel heeft een drieledige indeling. Van deze indeling is binnen weinig te merken. Na het inzakken van het plafond in 1983 is gekozen voor een effen vlakke zoldering. Enkel boven het orgel is nog een stuk van de oorspronkelijke zoldering te zien.

### Interieur
Toen de kerk pas gebouwd was, werd ze uitgerust met meubilair uit de oude kapel van de Witte Nonnen, waaronder het altaar, het altaarhekken, het orgel, de kerkbank en het spreekgestoelte. Tot na de Tweede Wereldoorlog stond in de kerk een staatsiebank die bestemd was voor leden van het Britse koningshuis en aanverwanten zoals de Duitse keizers. De huidige eiken banken werden in het begin van de 20ste eeuw in Croydon gekocht door de toenmalige chaplain. Afgezien van de banken is de rest van het huidige meubilair voor een aanzienlijk gedeelte afkomstig van een afgebroken kerk in 
Spa.

### Orgel
Het orgel van de Engelse kerk is een van de oudste nog bespeelbare orgels in Oostende. Het werd besteld bij orgelbouwer Louis Hooghuys in Brugge, toen de Engelse kerk nog in de kapel van de Witte Nonnen gevestigd was. Toen de nieuwe Engelse kerk klaar was, verhuisde het orgel mee. Het bouwjaar van het orgel valt niet te achterhalen, maar valt zeker na 1845. Door de neoklassieke stijl van de orgelkast is het wat stijl betreft een typisch product van de vroege 19e eeuw. Het heeft een front in twee verdiepingen, door vier pilasters in drie traveeën verdeeld. Die pilasters dragen een geprofileerde kroonlijst met verkroppingen, waarop een driehoeksfronton prijkt. De velden van de drie traveeën op de verdieping tonen valse of stomme orgelpijpen die enkel decoratief belang hebben. De speeltafel is in de middelste travee ingebouwd en kan met twee luiken met scharnieren afgesloten worden. In tegenstelling tot de klassieke anglicaanse kerk zit de orgelist in deze kerk met zijn rug naar het publiek.

### Vlaggen, vaandels en gedenktekens
Als de architectuur van de kerk een eerder sobere indruk nalaat, zijn de verschillende gedenkplaten en nissen dat niet. Wat onmiddellijk opvalt, zijn de nationale vlaggen en de standaarden van het Royal British Legion die aan weerszijden van de muren hangen.
Eigen aan de meeste gedenkplaten die in de kerk hangen, is dat ze met de wereldoorlogen te maken hebben en dikwijls de bevrijding van de kuststreek als onderwerp hebben. Dit is een traditie in Britse kerken. Het toont aan hoe de Kerk in Groot-Brittannië deels drager is van de geschiedenis en de memorabele momenten van de gemeenschap. Opvallend is dat het Britse vorstenhuis ook deel uitmaakt van deze galerij van helden.